# Ron Orbach
Pour les articles homonymes, voir Orbach.
Ron Orbach est un acteur américain né à Newark le 23 mars 1953. Il est le cousin du comédien Jerry Orbach (Lennie Briscoe dans New York, police judiciaire).

## Filmographie
1994: New York police judiciaire S04E21"Au nom de l'amitié"
- 1994 : Érotique de Lizzie Borden : le patron (segment de Let's Talk About Love)

2005: New York Section Criminelle (S04E16)